# Teichhäuser (Neiße-Malxetal)
Teichhäuser (historische Bezeichnungen adl. Kolonie und Klein Jerischke; niedersorbisch Gaty) ist ein amtlich ausgewiesener Wohnplatz im Ortsteil Jerischke der Gemeinde Neiße-Malxetal im Landkreis Spree-Neiße im Südosten des Landes Brandenburg. Der Ort gehört dem Amt Döbern-Land an.

## Lage
Teichhäuser liegt in der Niederlausitz am nördlichen Rand des Muskauer Faltenbogens, jeweils rund 15 Kilometer Luftlinie südöstlich von Forst (Lausitz) und nordöstlich von Weißwasser. Die Grenze zu Polen ist zwei Kilometer entfernt. Umliegende Ortschaften sind Bahren im Nordosten, Zelz im Osten, Żarki Wielkie im Südosten, Pusack im Süden, Jerischke im Westen sowie Preschen und Raden im Nordwesten. In der Umgebung der Teichhäuser erstreckt sich ein weitreichendes Waldgebiet.
Teichhäuser liegt an der Kreisstraße 7101. Westlich der Ansiedlung befindet sich der Binnengraben 2 Jerischke.

## Geschichte
Teichhäuser entstand als Kolonie des Gutes Jerischke und gehörte ab 1816 zum Landkreis Sorau (Lausitz) in der preußischen Provinz Brandenburg. Der heute genutzte Name der Siedlung geht auf die westlich gelegenen Teiche zurück, auf historischen Karten ist ein weiterer Teich direkt am Ort zu erkennen, der heute jedoch nicht mehr existiert. In der Anfangszeit wurde Teichhäuser nicht als einzelne Siedlung, sondern lediglich als Kolonie oder Ausbausiedlung bezeichnet. 1821 lebten dort 26 Menschen. Für den 1. Dezember 1871 sind in der Landgemeinde Jerischke gehörenden „Colonie Teichhäuser“ 24 Einwohner in sechs Wohngebäuden verzeichnet. Seit 1874 gehörte Teichhäuser als Teil von Jerischke zum Amtsbezirk Preschen. Am 2. Dezember 1895 hatte Teichhäuser 30 Einwohner.
Nach dem Zweiten Weltkrieg wurden der Landkreis Sorau und der Amtsbezirk Preschen aufgelöst und die Gemeinde Jerischke mit dem Ortsteil Teichhäuser in den Landkreis Spremberg (Lausitz) umgegliedert. Zunächst gehörte die Siedlung zur Sowjetischen Besatzungszone und ab Oktober 1949 zur DDR. Bei der Kreisreform am 25. Juli 1952 wurde Teichhäuser als Teil von Jerischke dem neu gebildeten Kreis Forst im Bezirk Cottbus zugeordnet. Nach der Wiedervereinigung lag Teichhäuser im Landkreis Forst im Land Brandenburg, der im Dezember 1993 im neuen Landkreis Spree-Neiße aufging. Am 31. Dezember 2001 fusionierte die Gemeinde Jerischke mit Groß Kölzig, Klein Kölzig, Jocksdorf und Preschen zu der neuen Gemeinde Neiße-Malxetal, zu der Teichhäuser seitdem als Wohnplatz gehört.